# Markus Bay
Markus Strøm Bay (født 17. februar 1997 i Brøndby) er en dansk fodboldspiller, der spiller for Hillerød Fodbold.

## Klubkarriere
I juli 2013 skiftede han som ungdomsspiller fra Brøndby IF til den hollandske klub AFC Ajaxs ungdomsafdeling. Her skrev han under på en treårig kontrakt. Bay startede på B1-holdet og blev senere en del af A1-holdet. Efter vinterpausen i den sæson blev han skadet i sin lyske, hvilket holdt ham ude i sammenlagt næsten halvandet år og var ikke klar før igen i januar 2016.
Han fik sin debut for Jong Ajax den 19. august 2016 i Eerste Divisie mod FC Den Bosch, hvor han erstattede Vince Gino Dekker i det 82. minut i en 5-2-sejr.
Han skiftede fra Ajax i august 2017 til Viborg FF. Året efter skiftede Bay videre til Fremad Amager.